# Фернандес, Маседонио
Маседонио Фернандес (исп. Macedonio Fernández, 1 июня 1874 года, Буэнос-Айрес — 10 февраля 1952 года, там же) — аргентинский поэт, прозаик, устный философ.

## Биография
Сын военного, учился на юридическом факультете столичного университета, в 1898 году получил адвокатский диплом. В это время он писал для социалистического ежедневника La Montaña, который редактировали Леопольдо Лугонес и Хосе Инхеньерос; дружил и переписывался с Хуаном Б. Хусто.
Также дружил с преподавателем , литератором и философом-анархистом Хорхе Борхесом (с которым разделял интерес к Шопенгауэру), а после 1921 года — с его сыном, Хорхе Луисом Борхесом, который всю жизнь считал себя учеником Маседонио. Борхес-младший печатает стихи Маседонио Фернандеса в мадридском журнале «Космополис» (1921), в 1922 году издает вместе с Фернандесом авангардный журнал «Проа» (рус. «Форштевень»). 
Фернандес много лет переписывался с А. Рейесом, Р. Гомесом де ла Серна, Х. Л. Борхесом и другими крупными писателями, дружил с Х. Р. Хименесом. В 1947 году он переехал в дом сына, где и умер в 1952 году. Речь над его могилой на буэнос-айресском кладбище Реколета произнес Х. Л. Борхес.

## Творчество
Писательская стратегия Маседонио Фернандеса — это бесконечный подступ к писанию, постоянная переделка набросков безо всякой мысли об их публикации. Лишь по настоянию друзей он издает в 1920—1940-х годах несколько фрагментов написанного в форме повестей, романов, но чаще — «предисловий» к будущим книгам.
Стихи и проза Фернандеса переведены на английский, французский, итальянский языки. Его биография и произведения лежат в основе постмодернистского романа аргентинского прозаика Рикардо Пильи «Город, которого нет» (1992, одноименная опера Х. Гандини по либретто Пильи — 1995).

## Произведения
- No toda es vigilia la de los ojos abiertos. Buenos Aire: Manuel Gleizer, 1928.
- Papeles de Recienvenido. Buenos Aires: Cuadernos del Plata, 1929.
- Una novela que comienza. Prólogo de Luis Alberto Sánchez. Santiago de Chile: Ercilla, 1940.
- Poemas/ Prólogo de Natalicio González. México: Guarania, 1953.
- Museo de la Novela de la Eterna/ Advertencia de Adolfo de Obieta. Buenos Aires: CEAL, 1967.
- No toda es vigilia la de los ojos abiertos y otros escritos/ Advertencia de Adolfo de Obieta. Buenos Aires: CEAL, 1967.
- Cuadernos de todo y nada. Buenos Aires: Corregidor, 1972.

### Сводные издания
- Obras completas, 9 vols. Buenos Aires: Corregidor, 1985—2001.
- Macedonio Fernández, Jorge Luis Borges. Correspondencia, 1922—1939: crónica de una amistad/ Carlos Garcia, ed. Buenos Aires: Corregidor, 2000 (переписка с Х. Л. Борхесом).

### Публикации на русском языке
- Танталиада // Антология фантастической литературы. СПб: Амфора, 1999, с. 580—588.